# Only When I Sleep
Only When I Sleep è un brano musicale del gruppo irlandese The Corrs, pubblicato nel 1997 come singolo estratto dall'album Talk on Corners.

## Tracce
1. Only When I Sleep (radio edit) – 3:50
2. Only When I Sleep – 4:23
3. Remember – 4:02
4. Only When I Sleep (instrumental) – 4:23

## Video
Il videoclip della canzone è stato diretto da Nigel Dick e girato in un hotel di Los Angeles.